# Epitaph der Katharina Altmann

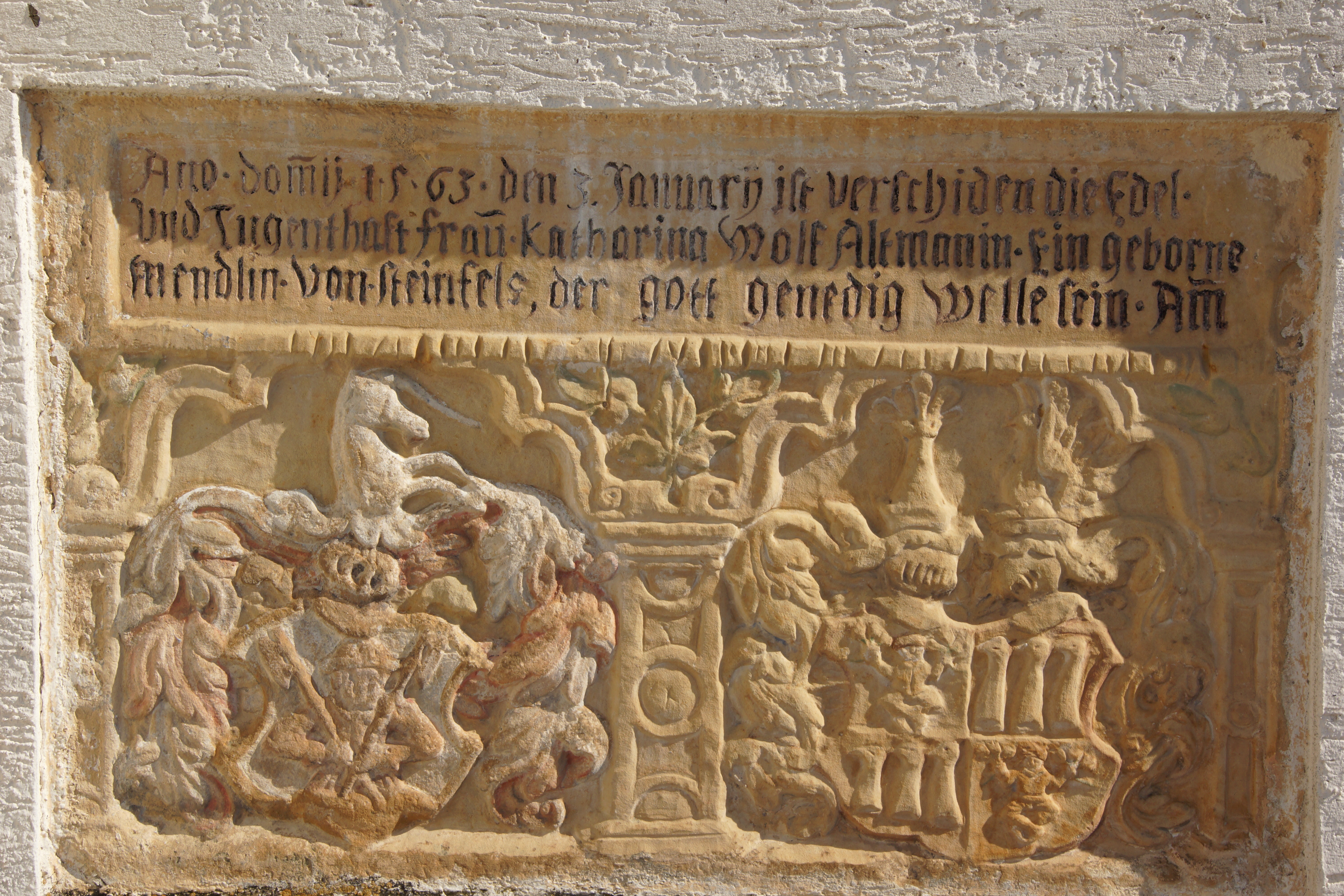
Epitaph der Katharina Altmann in Vilshofen

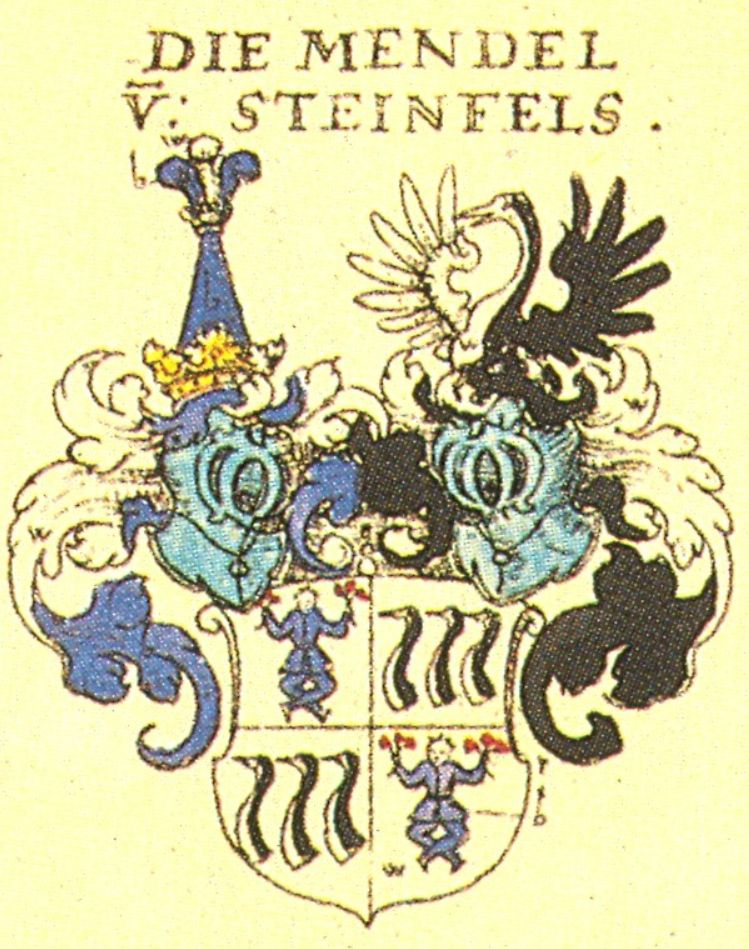
Wappen der Mendel von Steinfels nach Johann Siebmacher 1605

Das Epitaph der Katharina Altmann an der  Südfassade der Kirche St. Michael in Vilshofen, einem Gemeindeteil von Rieden im oberpfälzischen Landkreis Amberg-Sulzbach in Bayern, wurde im 16. Jahrhundert geschaffen. Das Epitaph aus Sandstein ist ein geschütztes Baudenkmal.
 

Das 84 cm hohe und 1,23 Meter breite Epitaph hat folgende Inschrift: 

„Ano domy 1563 den 3. january ist verschiden die Edel vnd tugenthaft Frau Katharina Wolf Altmanin Ein geborne mendlin von steinfels der gott genedig welle sein Am.“

Unter der Inschrift ist eine Renaissance-Ädikula mit zwei Wappen und Helmzier zu sehen.